# Hybomitra subrobiginosa
Hybomitra subrobiginosa är en tvåvingeart som beskrevs av Wang 1985. Hybomitra subrobiginosa ingår i släktet Hybomitra och familjen bromsar. Inga underarter finns listade i Catalogue of Life.